# Lucy O'Brien
Sœur Dr Lucy O'Brien (17 août 1923 - 10 avril 2006) est une sœur missionnaire irlandaise et médecin en Afrique,.

## Enfance et éducation
Mary Lucy O'Brien est née Nora Veronica O'Brien à Ballinderry, près de Tuam, dans le comté de Galway, le 17 août 1923. Elle est la deuxième aînée des huit enfants de Michael O'Brien et Nora (née Connolly). Elle a trois sœurs et quatre frères. Elle fréquente l'école du couvent Mercy à Tuam. Elle entre au couvent des Sœurs Missionnaires du Saint Rosaire, à Killeshandra, comté de Cavan en tant que postulante en février 1943, professant en tant que sœur Mary Lucy le 28 août 1945. Elle va à l'University College Dublin pour se former en tant que médecin, obtenant les diplômes de MB, B. Ch. et BAO en 1952.

## Carrière
En 1953, O'Brien est envoyée au Nigeria. En 1959, elle reçoit un diplôme en médecine tropicale et en hygiène. Pendant les 14 années suivantes, elle travaille dans les hôpitaux de mission en Afrique de l'Ouest. Aux côtés de ses collègues, O'Brien ouvre l'hôpital St Charles Borromeo à Onitsha, au Nigeria, en 1964, où elle est surintendante médicale. De 1967 à 1970, une guerre éclate entre la région du Biafra et le gouvernement fédéral, Onitsha étant la capitale de la République du Biafra, l'hôpital et d'autres bâtiments sont bombardés à plusieurs reprises. Les installations médicales locales sont submergées de réfugiés et de victimes des deux côtés. O'Brien et ses collègues travailleurs humanitaires travaillent dans des conditions dangereuses, témoins de la famine qui dévaste ensuite la région. Elle doit quitter le Nigéria lorsque les conditions s'aggravent, aux côtés de centaines d'autres expatriés,.
Cela permet à O'Brien de se rendre en Angleterre pour poursuivre sa formation en gynécologie, obtenant l'adhésion au Royal College of Obstetricians and Gynecologists en 1971. Après cela, elle travaille au Sierra Leone pendant quatre ans. Après un an à Rome, O'Brien prend un poste d'obstétricienne et de gynécologue à l'hôpital de mission de Monze (plus tard connu sous le nom d'hôpital de district de Monze) en 1976. Elle y travaille jusqu'en 1999, traitant et opérant des milliers de femmes et facilitant la formation de centaines de médecins au niveau post-universitaire. Grâce à son expertise, Monze devient le centre national de réparation des fistules. Cependant, le travail d'O'Brien et de l'hôpital sont soumis à une pression croissante avec l'épidémie de SIDA à partir des années 1990. O'Brien est au cœur de nombreux efforts pour faire face à la crise sanitaire en Zambie, siégeant en tant que membre du conseil médical du pays, du comité consultatif national sur le sida, du conseil d'administration de l'hôpital universitaire de Lusaka et du conseil de direction de la Church Hospitals' Association of Zambia. En Irlande, sa famille et ses amis contribuent à la collecte de fonds, à la lutte contre le sida et à d'autres projets en Zambie que O'Brien lancent ou à aider après sa retraite en 1999. En 2004, lorsque le magasin de la Co-operative Society à Newcastle, dans le comté de Tipperary, ferme ses portes, les membres décident de faire don des fonds à une œuvre caritative et O'Brien a utilisé le fonds de 10 000 € pour établir un projet de développement agricole en Zambie.
En 1998, O'Brien est nommé membre honoraire du Royal College of Physicians of Ireland. En 2004, le président Levy Mwanawasa lui décerne l'Ordre du service distingué de première division pour ses services aux femmes de Zambie.
Elle meurt à Lusaka le 10 avril 2006 et a été enterrée à la mission Chikuni près de Monze,. En 2018, un nouveau poste de santé zambien est nommé en son honneur.